# コンフィニティ
コンフィニティ（英語: Confinity Inc.） はかつてアメリカ合衆国にあったソフトウェア企業である。シリコンバレーに拠点を置いていた。
創業当初は、マックス・レヴチン、ピーター・ティール、ルーク・ノゼックらにより、PalmPilot支払いや暗号技術開発企業として設立された。後に、イーロン・マスクが率いるX.comと合併し、PayPalとなった。

## 解説
コンフィニティ設立当初、社員の多くは、ティールが開業した「The Stanford Review」出身の卒業生たちで構成され、技術者のほとんどが、イリノイ大学アーバナ・シャンペーン校から、レヴチンによって採用された人々であった。また、ノキア・ベンチャーズやドイツ銀行、CyberCashの創業者であるWilliam N. Meltonなどから融資を受けていた。
コンフィニティの2番目のオフィスである、カリフォルニア州パロアルトの165 University Avenueは、過去にGoogleとLogitechのオフィスであったことが知られている。
1999年後期、決済サービス「PayPal」を発表。 
2000年3月、イーロン・マスクが創業したX.comと合併。新たに「PayPal Inc.」を創業した。 
新規株式公開後、コンフィニティはeBayによって買収された。eBayとPayPalは2015年に分離している。